# 利托尼亞 (明尼蘇達州)
利托尼亞（英語：Leetonia）是位於美國明尼蘇達州聖路易斯縣的一個近鄰社區。

## 地理
利托尼亞所處的海拔為高於海平面463米（即1519英呎），而該地所採用的時區為UTC-6，即北美中部時區（CST）。同時該地設有夏令時間，為UTC-6調快一小時，即UTC-5（CDT）。